# Adenosín monofosfato cíclico
Adenosín monofosfato cíclico (AMPc, cAMP, AMP cíclico o adenosín monofosfato-3',5' cíclico) es un nucleótido que funciona como segundo mensajero en varios procesos biológicos. Es un derivado del adenosín trifosfato (ATP), y se produce mediante la acción de la enzima adenilato ciclasa a partir del adenosín trifosfato. 

## Síntesis y descomposición
El AMPc es sintetizado a partir del ATP por la enzima adenilato ciclasa la cual está localizada en la membrana celular. Esa enzima es activada por los activadores de la subunidad Gα o Gα-activadores, perteneciente a la proteína G, e inhibida por los agonistas de los inhibidores adenilato ciclasa G o Gi, ambos receptores acoplados de proteínas. La adenilato ciclasa hepática responde con mayor fuerza al glucagón, mientras que la muscular responde con mayor fuerza a la adrenalina.
La descomposición de la AMPc hacia 5´-AMP es catalizada por la enzima fosfodiesterasa.

## Funciones
El AMPc es un segundo mensajero, empleado en las rutas de transducción de la señal en las células como respuesta a un estímulo externo o interno, como puede ser una hormona como el glucagón o la adrenalina, o una respuesta de regulación postraduccional. Suele estar relacionado con la activación de proteína kinasas variadas.
En bacterias, es un regulador catabólico que controla la expresión de genes relacionados con la degradación de azúcares en función de la concentración de glucosa. 

### En humanos
AMPc y sus quinasas asociadas funcionan en varios procesos bioquímicos, incluyendo la regulación del glucógeno, azúcar, y metabolismo de los lípidos.
En los humanos, la AMPc funciona activando la proteína quinasa A o PKA, también conocida como AMPc-proteína quinasa dependiente. Como holoenzima tetramérica normalmente es inactiva, consistiendo en dos unidades catalizadoras, y dos unidades reguladoras (C2R2) con las unidades reguladoras bloqueando los centros catalizadores de las unidades catalizadoras. El AMPc se une a lugares específicos en las unidades reguladoras de la proteína quinasa, y causa la disociación entre las subunidades reguladoras y catalizadoras, activando así las unidades catalizadoras y permitiéndoles que fosforilen los sustratos de las proteínas.
Las subunidades activas catalizan la transferencia del fosfato desde el ATP hacia residuos específicos de serina de los sustratos de proteínas. Las proteínas fosforiladas pueden actuar directamente en los canales iónicos de las células, o pueden convertirse en enzimas activadas o inhibidas. La proteína quinasa A puede también fosforilar proteínas específicas que pueden unirse a las regiones promotor del DNA, causando el aumento de expresión de determinados genes. No todas las proteínas quinasas responden al AMPc: muchos tipos de proteína quinasa no son AMPc-dependientes, por ejemplo la proteína quinasa C.
Muchos efectos dependen de las proteínas quinasas AMPc-dependientes, las cuales varían según el tipo de célula.

## Patología

### Rol del AMPc en el carcinoma humano
Algunas investigaciones sugieren que una desregulación de las vías de cAMP y una activación masiva de AMPc controlada por los genes está relacionada con el crecimiento de algunos tipos de cáncer.